# Gli orologi del diavolo
Gli orologi del diavolo è una miniserie televisiva italiana del 2020 diretta da Alessandro Angelini. Prodotta da Rai Fiction in collaborazione con Mediaset España e Picomedia, la serie ha come protagonisti Giuseppe Fiorello, Nicole Grimaudo e Claudia Pandolfi. La miniserie è tratta dall'omonimo libro di Gianfranco Franciosi e Federico Ruffo ed è ispirata a fatti realmente accaduti.

## Trama
Marco Merani è un meccanico specializzato nella costruzione di piccole imbarcazioni, in particolar modo gommoni, per cui possiede un cantiere nei pressi del fiume Magra. È considerato il migliore nella cittadina in cui vive e questo non passa inosservato a una banda di narcotrafficanti spagnoli, a cui servono dei gommoni in cui stipare la merce e veloci al punto di poter seminare le forze dell'ordine. Insospettito dalle richieste, Marco chiede aiuto a Mario, un poliziotto e suo amico personale, sul comportamento da seguire; in verità lo stesso nucleo sta seguendo la banda da molto tempo senza successo, dunque gli viene proposto di collaborare con la giustizia per aiutarli a catturare il boss.
Merani si ritrova suo malgrado ad agire sotto copertura, diventando un riferimento per Aurelio, capo dell'organizzazione criminale, il quale inizia a considerare il meccanico come un fratello. Per ogni incarico andato a buon fine, il boss gli regala un orologio da polso di grande valore. A questo punto Marco si trova a condurre una doppia vita: è costretto a mentire alla sua famiglia e agli operai ed entra in qualcosa più grande di lui.

## Episodi
| Stagione       | Episodi | Prima TV |
| -------------- | ------- | -------- |
| Prima stagione | 8       | 2020     |

## Produzione
Realizzata con il sostegno della Apulia Film Commission, oltre a Bocca di Magra, Malaga e Cadice, molte scene sono state quindi girate in Puglia a Lecce, Santa Maria al Bagno, Santa Caterina, Montesano Salentino, Nardò, Porto Selvaggio ma anche a Torino negli spazi dell'ex carcere Le Nuove e nel Lazio.

## Critica
Dopo il successo della serie con oltre 5 milioni di telespettatori a puntata, una video-inchiesta di Fanpage ha messo in cattiva luce Gianfranco Franciosi: secondo quanto raccontato dalla sua ex, l’avrebbe percossa e avrebbe trasportato cocaina già nel 2004 dalla Spagna all’Italia, il sindaco di Ameglia lo ha definito un personaggio “con più precedenti penali che altro”, un testimone anonimo lo ha ritratto come un delinquente abituale arrestato per droga e diventato collaboratore per sfuggire alla galera mentre diversi ex soci e fornitori del suo cantiere lo hanno accusato di mancati pagamenti e raggiri per diverse migliaia di euro. La Rai, colpevole secondo loro di aver presentato Franciosi come un eroe, è intervenuta con un agente dicendo che “la serie si basa sul libro di Ruffo, è la trasposizione di un testo e non la rappresentazione di altre vicende”. Franciosi si è difeso querelando chi lo accusa e dicendo: “Mi vengono attribuiti reati che non ho commesso, vengo fatto passare per un pentito quando in realtà sono un testimone di giustizia, la mia ex mi descrive come un mostro ma si dimentica di quando andava a Stranamore e mi chiedeva di tornare da lei. Vivo in 13 metri quadri, guido un’auto del 2006, ho sempre addosso il giubbotto antiproiettile e per mantenermi vado in giro a fare giardini”. Ha spiegato anche che quando nel 2016 il cantiere è fallito non ha potuto onorare tutti i contratti e che per la serie è stato in ballo tre anni stando sul set nove mesi e prendendo 26.000 euro.

## Curiosità
- Inizialmente la messa in onda era prevista per il 2 novembre 2020, ma a causa della scomparsa di Gigi Proietti avvenuta lo stesso giorno, fu slittata al 9 novembre successivo.